# Clepsis burgasiensis
Clepsis burgasiensis es una especie de polilla del género Clepsis, categorizada en la tribu Archipini, de la subfamilia Tortricinae.

## Distribución
Se distribuye por Bulgaria.

## Taxonomía
Fue descrita por Rebel en 1916 y publicada en (Tortrix), Verh. zool.-bot. Ges. Wien 66: 42.